# Cyclopeplus castaneus
Cyclopeplus castaneus là một loài bọ cánh cứng trong họ Cerambycidae.